# Paul Wevers
Paul Wevers   (Colònia, 21 de juliol de 1907 - Brunsvic, 6 de març de 1941) fou un piragüista alemany que va competir durant la dècada de 1930.
El 1936 va prendre part en els Jocs Olímpics de Berlín on, fent parella amb Ludwig Landen, guanyà la medalla d'or en la competició del K-2, 10.000 metres del programa de piragüisme. En el seu palmarès també destaquen quatre campionats nacionals i un Campionat d'Europa en aigües tranquil·les, el 1933.
Va morir en acció de guerra durant la Segona Guerra Mundial.